# Bovegno
Bovegno är en ort och kommun i provinsen Brescia i regionen Lombardiet i Italien. Kommunen hade 2 128 invånare (2018).